# North Sydney Oval
North Sydney Oval är en cricketarena i norra Sydney i den australiensiska delstaten New South Wales med kapacitet för 20 000 åskådare. Arenan används även för rugby union, rugby league, fotboll och australisk fotboll. North Sydney Oval är en av Australiens äldsta cricketplaner, den första planen invigdes 1867.